# BYD Sealion 07
La Sealion 07 est un SUV coupé familial électrique du constructeur automobile chinois BYD produit  en Chine et commercialisé à partir d'octobre 2024 en Europe.

## Présentation
La BYD Sealion 07 est présentée le 14 octobre 2024 au Mondial de l'automobile de Paris 2024. Elle est le 6e véhicule électrique importé en Europe par le constructeur.

## Caractéristiques techniques
La Sealion 07 repose sur la plateforme technique e-Platform 3.0 Evo, dédiée aux véhicules électriques du constructeur chinois.

### Motorisation
Le SUV est doté d'une batterie LFP d'une capacité de 91,3 kWh, acceptant une puissance de charge de 230 kW en courant continu (DC).